# Sophie Smith
Pour les articles homonymes, voir Smith.
Sophie Smith, née le 26 février 1986 à Brisbane, est une joueuse australienne de water-polo. 

## Palmarès
- Jeux olympiques d'été de 2012 à Londres
  -  médaille de bronze au tournoi olympique
- Coupe du monde de water-polo féminin 2010 à Christchurch
  -  finaliste